# Rhinoceros
Rhinoceros (‘nas-banya’ en llatí) és un gènere de rinoceronts que inclou els rinoceronts d'una sola banya. El gènere se subdivideix en dues espècies vivents, el rinoceront de l'Índia (Rhinoceros unicornis) i el rinoceront de Java (Rhinoceros sondaicus), i diverses d'extintes. El rinoceront de Java és un dels mamífers grossos en més gran perill del món. L'única població que en sobreviu és un grup de 60 individus a Java (Indonèsia).